# Thomas Harding
Thomas Harding (1968) è uno scrittore e giornalista britannico.

## Formazione
Harding studia presso la Westminster School di Londra e prosegue poi la sua istruzione studiando antropologia e scienze politiche al Corpus Christi College di Cambridge. Prima di diventare scrittore, lavora nel mondo della televisione e del giornalismo.

## Saggistica
Il suo libro Il comandante di Auschwitz: una storia vera. Le vite parallele del più spietato criminale nazista e dell'ebreo che riuscì a catturarlo (2013) diventa un bestseller in Gran Bretagna, Italia e Israele e viene selezionato come libro dell'anno per il 2013 da The Times, The Sunday Times, The Guardian, The Observer, The Daily Telegraph e da New Statesman. L'opera viene tradotta in più di diciotto lingue e risulta fra le finaliste per il 2013 Costa Book Awards. Nel 2015 vince un nuovo premio, il Jewish Quarterly-Wingate Prize per la saggistica.
Il suo libro successivo, Kadian Journal, viene pubblicato nel 2014 e tratta della morte del figlio in un incidente.
La casa sul lago, resoconto della vita di cinque famiglie, inclusa quella di sua nonna, che abitarono in una casa vicino a Berlino, viene pubblicato nel 2015.  L'Economist ne scrive «Se Il comandante di Auschwitz era una sonata, La casa sul lago è una sinfonia che racconta la storia della Germania contemporanea attraverso un tema specifico: la storia vista dalla casa sul lago fuori Berlino della famiglia Alexander. La casa sul lago salta da uno all'altro dei suoi abitanti e dei suoi eventi [storici] fino al presente, in una storia della Germania moderna mirabilmente chiara e concisa. Si tratta di un esempio notevole di ricerca archivistica e investigativa, in cui abbondano le rivelazioni [...] Un libro potente.» La casa sul lago è tra i finalisti del Costa Book Awards e viene preso in considerazione anche per l'Orwell Prize 2016.
Nel 2018 viene pubblicato Blood on the Page, un'investigazione sull'omicidio dello scrittore londinese Allan Chappelow, accaduto nel 2006, e dell'uomo che ne fu trovato colpevole, Wang Yam. Il processo per omicidio è stato il primo della storia inglese contemporanea a essere stato celebrato in segreto.. Il libro riscuote un grande successo di critica: il giornalista britannico Tony Parsons lo ritiene «Un A sangue freddo del nostro tempo – una brillante e decisa anatomia di un assassinio che costituisce sia un brutale crimine realmente accaduto, sia una straziante tragedia umana». L'opera partecipa l'anno stesso al premio per la non fiction della Crime Writers' Association.

## Giornalismo
Fra le testate in cui ha pubblicato si annoverano The Guardian, The Sunday Times, Washington Post, The Independent, Der Spiegel eThe Financial Times. Harding ha inoltre partecipato come coautore a un talk show politico sul canale radio della West Virginia WEPM, ha lavorato come lettore di audiolibri ed è stato presentatore per il programma della BBC Newsnight.
Dal 2006 al 2011 è comproprietario ed editore della testata Observer di Shepherdstown, in West Virginia. Nel 2010 il quotidiano vince una richiesta di Freedom of Information Act davanti alla Corte suprema dello stato.
Nel 2010 Harding partecipa alla richiesta di una legge federale a favore della protezione del diritto dei giornalisti a non rivelare le proprie fonti.

## Video e documentari
Prima del trasferimento negli Stati Uniti, Harding è fra i fondatori della casa di produzione Undercurrents, che si occupa di ambientalismo e giustizia sociale. Durante il suo lavoro presso l'organizzazione, questa vince diversi premi e diventa nota per aver documentato temi non toccati da altri. Undercurrents diventa parte del movimento DIY culture e del boom delle proteste sociali duranti gli anni novanta.

## Opere
- Hanns and Rudolf: The German Jew and the Hunt for the Kommandant of Auschwitz (2013, Random House)
- Kadian Journal - A Father’s Story (2014, Random House)
- The House By The Lake: Berlin. One House. Five Families. A Hundred years of History (2015, Penguin Random House)
- Blood On The Page: A Murder, a Secret Trial, a Search for the Truth (2018, Penguin Random House)

## Premi
- 2010 "Giornalista dell'anno" per la West Virginia Association for Justice[17]
- 2013 lista finalisti Costa Book Awards[18]
- 2015 vincitore del Premio Jewish Quarterly-Wingate per Il comandante di Auschwitz
- 2015 lista finalisti Costa Book Award
- 2016 lista Orwell Prize
- 2018 vincitore CWA Gold Dagger for Non-Fiction